# Schiøler-gruppen
Schiøler-gruppen var en dansk nazistisk terrorgruppe, der fra 1944 til 1945 bistod den tyske besættelsesmagt i bekæmpelsen af den danske modstandsbevægelse under 2. verdenskrig. Gruppen hørte under organisationen Efterretningstjenesten (ET), hvor også det berygtede Hipokorps hørte under. ET hørte oprindeligt under Schalburgkorpset, men blev i april 1944 en selvstændig organisation. Schiøler-gruppen var en del af den såkaldte ”modterror”, som den tyske besættelsesmagt iværksatte for at komme den danske modstandsbevægelse til livs, et fænomen der fandt sted i flere af de tysk besatte lande.
Schiøler-gruppen udsprang af en militær sabotagegruppe ved navn Irmer-gruppen, der bestod af en flok unge danske nazister, der var blevet rekrutteret af den tyske militære efterretningstjeneste Abwehr til at udøve sabotage bag fjendens linjer. Det var meningen, at gruppen skulle afvente en eventuel allieret invasion af Danmark og blot holde sig skjult ind til da. Men da de unge nazister i stigende grad oplevede, at venner og bekendte blev ofre for modstandsbevægelsens likvideringer, besluttede de at gøre noget for sagen. Gennem lederen Ib Gerner Ibsens personlige kontakt til ET’s danske leder Erik V. Petersen, lykkedes det i efteråret 1944 gruppen at komme i gang med efterretningsarbejde og senere politilignende arbejde for ET. Over de følgende måneder og frem til kapitulationen i maj 1945 udviklede gruppen sig stadig mere radikalt. Det der begyndte som drengestreger, gik over og blev terror, da likvideringer og tortur blev en del af deres repertoire. Schiøler-gruppen udførte flere bombesprængninger, 15 likvideringer og over 100 anholdelser inden de i forbindelse med den tyske kapitulation i Danmark blev anholdt. Schiøler-gruppen blev retsforfulgt samlet under retsopgøret efter besættelsen. Flere fik lange fængselsstraffe og to – gruppens leder Ib Gerner Ibsen og den næstkommanderende Helmut Mortensen – blev idømt den genindførte livsstraf. De blev henrettet ved skydning den 25. november 1949.
Schiøler-gruppens radikale udvikling igennem den forholdsvist korte periode den eksisterede, skyldtes flere ting: Deres ideologiske overbevisning er en vigtig brik i denne forklaring. Den er med til at forklare, at de på trods af, at de allierede så ud til at vinde krigen, fortsatte med at kæmpe for den tabte sag. Den nazistiske ideologi var det, der fik hele deres kamp til at give mening på et højere plan. Men den radikalisering de gennemgik, var i lige så høj grad et resultat af en mere jordnær drivkraft. Nemlig hævn. Der udviklede sig en vendettalignende konflikt mellem modstandsgrupperne og disse danske nazistiske væbnede grupper. En anden vigtig forklaring på radikaliseringen er brutalisering. Både som et resultat af flere af medlemmernes fortid på østfronten og den interne gruppedynamik, men også udspringende af de voldelige klima der herskede på Københavns Politigård, hvor både Gestapo og Hipokorpset havde kontorer.
Schiøler-gruppen adskilte sig på mange måder fra den mere kendte terrorgruppe Peter-gruppen, gruppen der blandt andet var ansvarlig for mordet på Kaj Munk og bombningen af Tivoli. For det første bestod Schiøler-gruppen udelukkende af danskere, mens Peter-gruppen var en blanding af danskere og tyskere. Den væsentligste forskel var dog, at mens Peter-gruppen begik mange terroraktioner, hvor uskyldige blev dræbt, gik Schiøler-gruppen målrettet efter folk, der var aktive modstandsfolk.
Schiøler-gruppen havde ikke nogen forbindelse til familienavnet Schiøler. Gruppen tog navn efter gruppens leder Ib Gerner Ibsens dæknavn, Ernst Schiøler. Ligesom eksempelvis Peter-gruppen tog navn efter gruppeleder Otto Schwerdts dæknavn, Peter Schäfer. 